# Walter Carmona
Walter Carmona (* 21. Juni 1957 in São Paulo) ist ein ehemaliger brasilianischer Judoka. Er war Olympiadritter 1984.
Der 1,83 m große Carmona trat in der Gewichtsklasse bis 86 Kilogramm an, dem Mittelgewicht. 1978 gewann er in Rio de Janeiro die Bronzemedaille bei den Studentenweltmeisterschaften. Bei den Judo-Weltmeisterschaften 1979 in Paris unterlag er im Viertelfinale dem Franzosen Michel Sanchis, nach zwei Siegen in der Hoffnungsrunde erhielt er die Bronzemedaille. 1980 gewann Carmona bei den Panamerikanischen Meisterschaften sowohl das Mittelgewicht als auch die offene Klasse. Auch bei den Olympischen Spielen 1980 in Moskau trat er in beiden Wettbewerben an. Im Mittelgewicht unterlag er im Halbfinale dem Kubaner Isaac Azcuy, den Kampf um Bronze verlor er gegen Detlef Ultsch aus der DDR. In der offenen Klasse schied er früh gegen den Bulgaren Dimitar Saprjanow aus.
Bei den Judo-Weltmeisterschaften 1981 erreichte Carmona ebenfalls das Halbfinale im Mittelgewicht, nachdem er gegen den Japaner Seiki Nose verloren hatte, unterlag er im Kampf um Bronze wie im Vorjahr gegen Detlef Ultsch. 1982 war Carmona wieder Dritter der Studentenweltmeisterschaften. Bei den Panamerikanischen Spielen 1983 in Caracas erkämpfte Carmona ebenfalls Bronze. Im Mai 1984 siegte Carmona bei den Panamerikanischen Meisterschaften. Zweieinhalb Monate später erreichte er das Halbfinale bei den Olympischen Spielen 1984 in Los Angeles. Dort unterlag er dem US-Judoka Robert Berland, im Kampf um Bronze gewann Carmona gegen den Briten Densign White. 1988 kehrte Carmona noch einmal auf die Judomatte zurück und startete bei den Olympischen Spielen in Seoul. Nach einem Auftaktsieg verlor er seinen zweiten Kampf gegen den Japaner Akinobu Ōsako und schied aus.